# Yannick Bapupa
Ngabu Yannick Bapupa, né le 21 janvier 1982 à Kinshasa (République démocratique du Congo, ex-Zaïre), est un ancien joueur de football congolais. Il évoluait au poste de milieu de terrain.

## Biographie
Formé à l'AS Vita Club, Bapupa a vingt ans lorsqu'il s'expatrie en Suède.  
Le 5 novembre 2009, il s'engage pour trois saisons en faveur de Kalmar FF, champion national en 2008 et 4e du dernier exercice. Le montant de son transfert est alors estimé à 4M SEK, plus une prime à la signature d'environ 1,3 M SEK. Une dizaine de jours après son arrivée dans le Småland (le 15 novembre 2009), le joueur est arrêté pour avoir violé une jeune fille de 18 ans à Gävle lors d'une soirée privée organisée la veille. Déjà connu des services de police (en 2007, il avait été condamné à 90 h de travail d'intérêt général et 40 000 SEK d'amende pour avoir agressé sa compagne), Bapupa est condamné à une peine de deux ans de prison le 12 mars 2010, ainsi qu'au versement d'une indemnité de 85 000 SEK à la victime, mais échappe à l'expulsion. 
Libéré le 7 juin 2011, Kalmar ne cherche pas à récupérer le joueur dont le contrat avait été rompu le 14 avril 2010, quelques heures après que son appel ait été rejeté par la Cour suprême de Suède. En vertu d'un accord conclu avec la SFF, le club n'est pas contraint de verser les salaires du joueur qui n'a jamais évolué officiellement sous ses couleurs. En revanche, Bapupa conserve sa prime à la signature. Désormais sans contrat, il semble décidé à poursuivre sa carrière, selon son agent Innocent Okeke. Son ancien président à Gefle IF, Leif Lindstrand, annonce pour sa part qu'il n'envisage pas un retour du Congolais au club où il a passé quatre saisons.

## Palmarès
- Champion de Suède : 2002, 2003
- Coupe de Suède : 2002, 2004
- Finaliste de la Coupe de Suède : 2005, 2006